# 1040er
Portal Geschichte | Portal Biografien | Aktuelle Ereignisse | Jahreskalender | Tagesartikel

◄ |
10. Jh. |
11. Jahrhundert
| 12. Jh. | ►

◄ |
1010er |
1020er |
1030er |
1040er
| 1050er | 1060er | 1070er | ►

1040 |
1041 |
1042 |
1043 |
1044 |
1045 |
1046 |
1047 |
1048 |
1049

## Ereignisse
- um 1040: Agrarrevolution des Hochmittelalters
- 1041: Unterwerfung Herzog Břetislavs I. von Böhmen unter salische Herrschaft
- 1045: ungarische Lehnsnahme durch Heinrich III.
- 1046: Synode von Sutri: drei Päpste verlieren ihre Ämter; Clemens II. wird Papst und krönt Heinrich III. (und seine Frau Agnes) zum Kaiser.
- 1049: Leo IX. wird Papst.